# Nora
Nora ali Hiša lutk je drama, ki jo je napisal Henrik Ibsen.
Drama je v treh dejanjih, izšla pa je leta 1879 in istega leta so jo tudi prvič uprizorili. Takrat se je občinstvu zdela nespodobna in nemoralna, predvsem zaradi dejanj glavne osebe (Nore).

## Liki
- Nora Helmer – Torvaldova žena, mama otrokom
- Torvald Helmer – odvetnik
- Nils Krogstad – notar, ki izsiljuje Noro
- Kristine Linde – Norina prijateljica iz mladosti
- Dr. Rank – družinski prijatelj